# ホシミスジ
ホシミスジ（Neptis pryeri）は、タテハチョウ科に属するチョウの一種。

## 特徴
本種は最前列の白斑が不連続、かつ後翅裏の付け根に黒点が現れる（標準和名「ホシミスジ」の由来）。このため近縁種コミスジやミスジチョウとの区別はたやすい。
おおかた翅を開いてとまる。コミスジと同じく、翅を開いたままはばたかずに滑空というイチモンジチョウ亜科で典型的な飛び方をする。
日本の本州（青森県三八地域）～九州、台湾、朝鮮、中国などに分布する。

## 生態
幼虫は、コデマリ・ユキヤナギ・カエデ・シモツケなどを食草とする。とくにユキヤナギは市街地や住宅地に多いため、本種が発生することも多い。山地発生の個体は大きさが平地型と違う。
成虫は初夏から秋にかけて見られる。生態もコミスジに似る。越冬態は幼虫。
水辺や花には集まるが、その他には来ない。夏の日中に水や薄めた尿を撒くと採集しやすい。